# لی کرنز
لی کُرنز (انگلیسی: Lee Cornes؛ زادهٔ ۱۹۵۱ میلادی) بازیگر، کمدین و نویسنده اهل انگلستان است. وی از سال ۱۹۸۰ میلادی تاکنون مشغول فعالیت بوده‌است.
از فیلم‌ها یا مجموعه‌های تلویزیونی که وی در آن‌ها نقش داشته‌است می‌توان به بلک‌ادر اشاره نمود.